# Trifluormethoxy
Trifluormethoxy je funkční skupina se vzorcem –O–CF3. Lze si ji představit jako methoxyskupinu (–O–CH3), u níž jsou všechny tři vodíkové atomy nahrazeny atomy fluoru, nebo jako trifluormethylovou skupinu, která je na hlavní řetězec připojena přes atom kyslíku. Tato skupina je součástí molekul některých léčiv, jako je například riluzol.